# Cyngen ap Cadell
|  | Per al rei de Powys del segle VI amb el mateix nom, vegeu «Cyngen Glodrydd». |

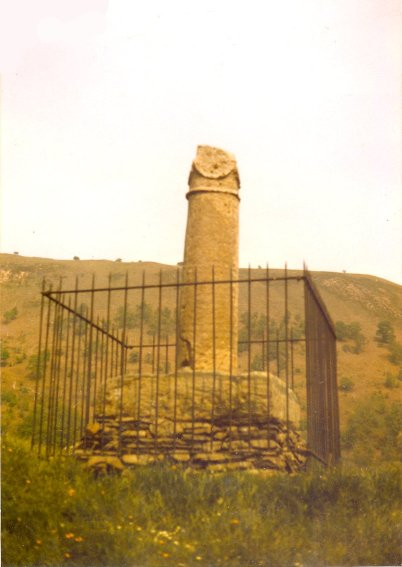
Pilar d'Eliseg, que Cyngen ap Cadell feu alçar en homenatge al seu re-besavi Elisedd ap Gwylog

Cyngen ap Cadell (? – 855) va ser un rei de Powys que visqué al segle ix.
En honor del seu re-besavi Elisedd ap Gwylog (i tal volta com a forma de legitimació de la dinastia), li feu erigir una columna a prop de l'abadia de Valle Crucis, el Pilar d'Eliseg.
Morí als voltants dels anys 854 o 855, en una peregrinació a Roma. Es creu que va ser el primer rei gal·les en visitar la ciutat després que l'església gal·lesa es reconciliés amb la romana (separades a causa del contenciós de la celebració de la Pasqua). Cyngen va ser el darrer rei en línia directa de la casa reial de Powys. Encara que tingué diversos fills, Elysedd, Ieuaf, Aeddan i Gruffudd ap Cyngen, el regne se l'annexà Rhodri El Gran, rei de Gwynedd, emparant-se en el fet que era fill de Nest, germana de Cyngen.